# گوینده اخبار
گوینده اخبار  (به انگلیسی: News presenter) یا مجری اخبار یا مجری خبری کسی است که اخبار را در برنامهٔ خبری در تلویزیون، رادیو یا اینترنت به شنوندگان یا بینندگان ارائه می‌دهد. آن‌ها همچنین ممکن است علاوه بر گویندگی خبر، در سایر بخش های روزنامه‌نگاری هم مشغول به کار باشند و با کمکِ مجموعه‌ای از عناصرِ خبری به شرح و تفسیر خبر در طولِ برنامهٔ تلویزیونی بپردازند.

## محل گویندگی
مجریان خبر بیشتر در استودیوهای تلویزیونی یا رادیویی کار می‌کنند، اما گاهی ممکن است به‌عنوان گزارشگر به محل رخدادِ خبر نیز فرستاده شوند تا گزارشِ خود را از آنجا تهیه کنند.

## متن خبر
نقش گویندهٔ اخبار در طولِ زمان درحالِ توسعه بوده‌است. به‌طورِ کلاسیک و سنتی، گویندهٔ اخبار، خبرها را از روی کپی‌هایی که یک تولیدکننده یا نویسندهٔ خبر در ارائهٔ آن‌ها کمک کرده‌اند، بخواند.

## تفسیر خبر
پیش از عصرِ تلویزیون، اخبار در برنامه‌های رادیویی، اغلب خبری مخلوط با نظرِ هر مجری بود و هر مجری برای ایجادِ یک سبکِ متمایز و مختص به خود می‌کوشید. بعدها این‌گونه ارائهٔ خبر به‌عنوان «تفسیر» شناخته شد. آخرین چهرهٔ برتر در ارائهٔ خبرِ تفسیری در ایالات متحدهٔ آمریکا پل هاروی بود.